# Agrilus arsenevi
Agrilus arsenevi (лат.) — вид узкотелых жуков-златок. Эндемик России.

## Распространение
Россия (Приморский край).

## Описание
Длина тела взрослых насекомых (имаго) 6,6—6,9 мм. Отличаются килевидным простернальным выступом. Тело узкое, основная окраска со спинной стороны тёмно-бронзовая с зеленоватым отблеском. Переднегрудь с воротничком. Боковой край переднеспинки цельный, гладкий. Глаза крупные, почти соприкасаются с переднеспинкой. Личинки развиваются на различных лиственных деревьях. Встречаются в июле. Впервые описан в 2009 году канадским колеоптерологом Эдвардом Йендеком (Eduard Jendek).